# Blue Max (gioco da tavolo)
Blue Max è un wargame per due o più giocatori che simula i duelli aerei della prima guerra mondiale nei cieli del Fronte Occidentale. Ogni giocatore controlla un pilota dei servizi aerei britannici, francesi, statunitensi o tedeschi. Ogni partita è un singolo combattimento aereo nel quale i giocatori tentano di abbattere più aerei avversari possibili, senza essere abbattuti a loro volta. Non ci sono limiti al numero di giocatori per squadra
Scritto da Phil Hall, fu pubblicato per la prima volta dalla Game Designers' Workshop (GDW) nel 1983 e prende il nome dall'onorificenza tedesca Pour le Mérite, informalmente conosciuta in inglese come "Blue Max".

## Storia editoriale
Blue Max fu progettato da Phil Hall e pubblicato originariamente nel 1983, questa versione del regolamento copriva solo il periodo 1917-1918 della guerra. Una seconda edizione pubblicata nel 1992, aggiunse delle regole per gestire la variazione di altitudine. Una nuova edizione, con il contributo di Allan Wright, fu pubblicata nel 1995 con regole che coprivano tutta la guerra dal 1914 al 1918, ma priva delle pedine in cartoncino presenti nelle edizioni precedenti dato che ci si aspetta che venga giocata con miniature da procurarsi a parte.
Nel 2014 è stata pubblicata da Giochi Uniti/Stratelibri una quarta edizione, chiamata Blue Max: World War I Air Combat.
Una versione delle regole migliorata, intitolata Canvas Eagles sviluppata da Eric Hotz, è disponibile gratuitamente online.

## Meccaniche di gioco
Il gioco è pubblicato su mappa esagonale usando delle carte manovra con ogni giocatore decide in ogni turno quale manovra compirà il suo aereo nel turno seguente. Dopo che tutti i giocatori hanno deciso la propria mossa queste sono rivelate simultaneamente ed eseguite sulla mappa. Se un giocatore ha un aereo avversario nel proprio arco di tiro (direttamente di fronte al suo aereo e distante tre esagoni o meno) può sparargli.
Ogni turno rappresenta 3/4 secondi di tempo reale, e ogni esa di movimento 85/95 mph (85 nelle fasi iniziali della guerra, 95 successivamente), con un incremento di 5 mph per ogni esagono in più di movimento.

## Traduzioni
La prima edizione è stata tradotta in francese (Les Ailes de la gloire, Oriflam, 1992), in spagnolo (Blue Max, Diseños Orbitales, 1992) e in italiano (Blue Max, Stratelibri, 1988).
La quarta edizione è stata pubblicata simultaneamente in italiano (Giochi Uniti/Stratelibri), tedesco (Heildeberger Spieleverlag), inglese (Edge Entertainment) e giapponese (Hobby Japan).